# Francis Palluau
Francis Palluau est un scénariste, réalisateur et auteur français.

## Biographie
Après une formation de metteur en scène et de comédien à l'atelier théâtre Charles-Dullin et au Studio 34, Francis Palluau a écrit plusieurs séries télévisées, téléfilms.
Co-scénariste et auteur original, sur le scénario de "Deuxième vie" de Partick Braoudé, il écrit et réalise en 2002 un premier long métrage, Bienvenue chez les Rozes, sorti en 2003. 
En 2024, il publie son premier roman : "L'homme qui rêvait d'être vieux".

## Filmographie
- 2000 : Deuxième Vie de Patrick Braoudé (coscénariste)
- 2003 : Bienvenue chez les Rozes